# فلورانس کی
فلورانس کی (به انگلیسی: Florence K) یک کشتی بود که طول آن ۹۳ فوت (۲۸٫۳۵ متر) بود. این کشتی در سال ۱۹۰۳ ساخته شد.